# (73171) 2002 HE2
(73171) 2002 HE2 – planetoida z pasa głównego asteroid okrążająca Słońce w ciągu 3,55 lat w średniej odległości 2,33 j.a. Odkryta 16 kwietnia 2002 roku.